# Liste von Zielen und Stationen des Weststeirischen Jakobswegs
Die Liste zum  Weststeirischen Jakobsweg benennt Etappenziele am Jakobsweg Weststeiermark von Thal bei Graz in der Steiermark bis nach Lavamünd in Kärnten.

## Liste
| Tag | Foto außen | Kirche u. a.                                                     | Gemeinde, Ort                          | Foto innen | Anmerkungen                                                     |
| --- | ---------- | ---------------------------------------------------------------- | -------------------------------------- | ---------- | --------------------------------------------------------------- |
| 1   |            | Pfarrkirche Thal hl. Jakobus der Ältere                          | Thal                                   |            |                                                                 |
| 1   |            | Burg Plankenwarth                                                | Sankt Oswald bei Plankenwarth          |            |                                                                 |
| 1   |            | Pfarrkirche St. Oswald bei Plankenwarth hl. Oswald               | Sankt Oswald bei Plankenwarth          |            |                                                                 |
| 1   |            | Pfarrkirche Stiwoll hll. Philippus-und-Jakobus                   | Stiwoll                                |            |                                                                 |
| 1   |            | Pfarrkirche Sankt Pankrazen hl. Pankratius                       | Sankt Pankrazen in Gratwein-Straßengel |            |                                                                 |
| 2   |            | Pfarrkirche Geistthal hl. Jakobus der Ältere                     | Geistthal in Geistthal-Södingberg      |            |                                                                 |
| 2   |            | Buchhaus (Geistthal)                                             | Geistthal in Geistthal-Södingberg      |            |                                                                 |
| 2   |            | Frauenbrunnen                                                    | Geistthal in Geistthal-Södingberg      |            | Brunnenanlage des Bildhauers Alfred Schlosser (2003)            |
| 2   |            | Pfarrkirche Bärnbach hl. Barbara                                 | Bärnbach                               |            |                                                                 |
| 2   |            | Schloss Alt-Kainach                                              | Bärnbach                               |            |                                                                 |
| 2   |            | Glasmuseum Bärnbach                                              | Bärnbach                               |            |                                                                 |
| 2   |            | Mosesbrunnen                                                     | Bärnbach, im Stadtpark                 |            | geschaffen von Ernst Fuchs                                      |
| 2   |            | Karmelitinnen-Kloster Heilig Kreuz Karmel am Heiligen Berg       | Bärnbach                               |            |                                                                 |
| 3   |            | Schutzmantel-Barbara-Statue                                      | Bärnbach, bei der Pfarrkirche          |            | geschaffen von Alfred Schlosser                                 |
| 3   |            | Bundesgestüt Piber                                               | Piber in Köflach                       |            |                                                                 |
| 3   |            | Schloss Piber                                                    | Piber in Köflach                       |            |                                                                 |
| 3   |            | Pfarrkirche Piber hl. Andreas                                    | Piber in Köflach                       |            |                                                                 |
| 3   |            | Pfarrkirche Köflach hl. Maria Magdalena                          | Köflach                                |            |                                                                 |
| 3   |            | Wallfahrtskirche Maria Lankowitz Mariä Heimsuchung               | Maria Lankowitz                        |            |                                                                 |
| 3   |            | Pfarrkirche Edelschrott hl. Laurentius                           | Edelschrott                            |            |                                                                 |
| 3   |            | Pfarrkirche Modriach hl. Veit                                    | Modriach                               |            |                                                                 |
| 4   |            | Pfarrkirche St. Oswald in Freiland hl. Oswald                    | Kloster in Deutschlandsberg            |            |                                                                 |
| 4   |            | Pfarrkirche Freiland bei Deutschlandsberg hl. Jakobus der Ältere | Freiland bei Deutschlandsberg          |            |                                                                 |
| 4   |            | Pfarrkirche Maria Osterwitz Schmerzhafte Mutter Gottes           | Osterwitz                              |            |                                                                 |
| 5   |            | Trahütter-Hütte                                                  |                                        |            |                                                                 |
| 5   |            | Paulus-Kapelle                                                   | auf der Weinebene                      |            | 1982/1983 errichtet nach den Plänen des Bildhauers Carl Hermann |
| 5   |            | Pichler-Alm und Gösler-Hütte                                     | Obergösel                              |            |                                                                 |
| 5   |            | Grillitsch-Hütte                                                 |                                        |            |                                                                 |
| 5   |            | Großer Speikkogel mit Radarstationen                             | Koralpe                                |            |                                                                 |
| 5   |            | Koralpenhaus                                                     | Goding in Sankt Andrä in Kärnten       |            |                                                                 |
| 6   |            | Dreieck-Hütte                                                    | beim Dreieck-Kogel                     |            |                                                                 |
| 6   |            | Pfarrkirche Soboth hl. Jakobus der Ältere                        | Soboth in Eibiswald                    |            |                                                                 |
| 6   |            | Jakobi-Haus                                                      | Soboth                                 |            |                                                                 |
| 7   |            | Filialkirche Lorenzenberg hl. Laurentius                         | Lorenzenberg in Lavamünd               |            |                                                                 |
| 7   |            | Heimatmuseum Lorenzenberg                                        | Lorenzenberg                           |            |                                                                 |
| 7   |            | Marktkirche Lavamünd hl. Johannes der Täufer                     | Lavamünd                               |            |                                                                 |
| 7   |            | Pfarrkirche Lavamünd Mariä Himmelfahrt                           | Lavamünd                               |            |                                                                 |